# Sentiment océanique

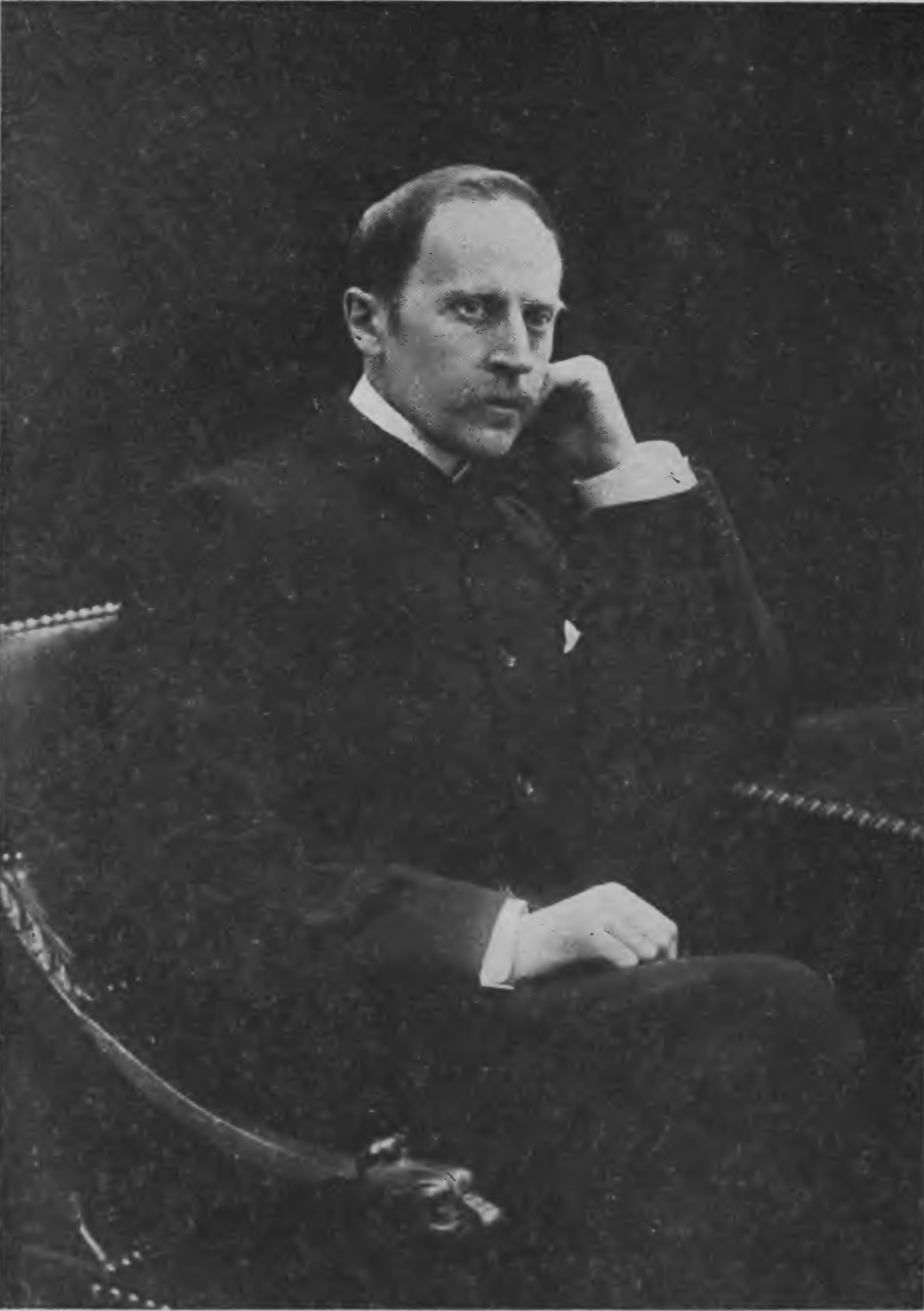
Romain Rolland en 1921.

Le sentiment océanique est une notion qui se rapporte à l'impression ou à la volonté de se ressentir en unité avec l'univers (ou avec ce qui est « plus grand que soi »). Ce sentiment peut être lié à la sensation d'éternité.  Cette notion a été formulée par Romain Rolland et est issue de l'influence de Spinoza.

## Notion

### Romain Rolland
L'expression paraît dans un courrier daté du 5 décembre 1927 et dans lequel Romain Rolland décrit à Sigmund Freud ce qui sera connu sous le nom de « sentiment océanique » : la sensation de ne faire qu'un avec l'univers, sub specie æternitatis, sensation à laquelle Romain Rolland attribue une connotation religieuse : 

« Mais j'aurais aimé à vous voir faire l'analyse du sentiment religieux spontané ou, plus exactement, de la sensation religieuse qui est [...] le fait simple et direct de la sensation de l'éternel (qui peut très bien n'être pas éternel, mais simplement sans bornes perceptibles, et comme océanique). »

En effet, à compter de 1923, et jusqu’en 1936, Romain Rolland entretient une discussion avec le fondateur de la psychanalyse sur le concept de sentiment océanique, puisé dans la tradition indienne, qu’il étudie alors avec ferveur.

#### Influence de Spinoza
La référence de Rolland à Spinoza lui serait venue après sa perte de la foi catholique, il aurait eu, en lisant l'Éthique en 1887, une "illumination", un "soleil blanc de la substance". La référence à l'éternel provient d'une formule latine que Spinoza utilise pour désigner le fait de voir les choses « sous l'aspect de l'éternité » (sub specie aeternitatis)  : 

« Il n'est point de la nature de la raison de percevoir les choses comme contingentes, mais bien comme nécessaires. »

— (Éthique, II, proposition 44)
et s'ensuit :

« Il est de la nature de la raison de percevoir les choses sous la forme de l'éternité. »

— (Éthique, II, proposition 44, corollaire 2)
Le second corollaire est poursuivi par une démonstration indiquant que la nature de Dieu est éternelle et que par conséquent son appréhension se fait "hors de toute relation de temps et sous la forme de l'éternité". La philosophe spinoziste Chantal Jacquet indique que la formule désigne une manière d'appréhender les choses : « sous leur aspect éternel comme des conséquences nécessaires contenues en Dieu ». Cette approche « saisit la nécessité de l’existence des choses en tant qu’elles sont comprises dans la nature de Dieu ».

### Sigmund Freud
Sigmund Freud répond à Romain Rolland le 14 juillet 1929 par ces mots : 
«  Votre lettre du 5 décembre 1927 et ses remarques sur le sentiment que vous nommez océanique ne m’ont laissé aucun repos. »
Selon le fondateur de la psychanalyse, qui débat de cette notion dans son ouvrage Malaise dans la civilisation (1929) qu'il dédiera à Romain Rolland, le sentiment océanique n'est pas à l'origine du besoin religieux parce que celui-ci provient plutôt des sentiments de détresse infantile et de désir pour le père, remplacés plus tard par l'angoisse devant la puissance du destin.

### Évocations
Dans les philosophies ou religions tendant à l'éveil spirituel (Zen, Vedanta), on trouve fréquemment la comparaison entre l'océan (l'univers) et la vague (l'individu), le sentiment océanique correspondant à une prise de conscience non-duelle de la nature de l'Être :

« Au-dessous du monde des perceptions sensorielles et de l'activité mentale, il y a l'immensité de l'être. Il y a une vaste étendue, une vaste immobilité, et une petite activité frémissante à la surface, qui n'est pas séparée, tout comme les vagues ne sont pas séparées de l'océan. »

— Eckhart Tolle, Le Pouvoir du moment présent, Ariane, 2000.
Le site de la revue Psychologies définit ce terme selon deux variantes : d'abord dans le sens psychanalytique d'une « reviviscence d'affects liés à des souvenirs de la petite enfance », et ensuite, dans le sens d'une manipulation où l'individu cède aux directives d'un gourou et à son groupe.
André Comte-Sponville reste attaché au fait que ce sentiment corresponde à un état de conscience qui ne relève pas nécessairement de la religion :

« Au fond, c'est ce que Freud décrit comme « un sentiment d'union indissoluble avec le grand Tout, et d'appartenance à l'universel ». Ainsi la vague ou la goutte d'eau, dans l'océan... Le plus souvent, ce n'est qu'un sentiment, en effet. Mais il arrive que ce soit une expérience, et bouleversante, ce que les psychologues américains appellent aujourd'hui un altered state of consciousness, un état modifié de conscience. Expérience de quoi ? Expérience de l'unité, comme dit Swami Prajnanpad : c'est s'éprouver un avec tout. Ce « sentiment océanique » n'a rien, en lui-même, de proprement religieux. J'ai même, pour ce que j'en ai vécu, l'impression inverse : celui qui se sent « un avec le Tout » n'a pas besoin d'autre chose. Un Dieu ? Pour quoi faire ? L'univers suffit. Une Église ? Inutile. Le monde suffit. Une foi ? À quoi bon ? L'expérience suffit. »

#### S. Freud et R. Rolland
- Sigmund Freud : Malaise dans la civilisation, 1930 / 2010 (réédition), éditeur : Points-Essais,  (ISBN 2757802151).
- Romain Rolland, Un beau visage à tous sens. Choix de lettres de Romain Rolland (1866-1944), Paris, Albin Michel, 1967, p. 264-266.

#### Autres auteurs
- Régis Airault, Fous de l'Inde - Délires d'Occidentaux et sentiment océanique, Paris, Payot, 2002,  (ISBN 2-228-89585-7).
- Fiona Capp, Ce sentiment océanique-Mon retour au surf, éditeur : Actes sud, 2005  (ISBN 978-2-7427-5526-4).

— Il s'agit d'un livre écrit par une journaliste australienne adepte de surf qui, au-delà de cette pratique sportive évoque la mer, l'horizon et de son bonheur d'être dans l'eau, se référant directement à l'expression de Romain Rolland.
- André Comte-Sponville, L'Esprit de l'athéisme, Introduction à une spiritualité sans Dieu, Albin Michel, 2006.
- Sylvie Dallet et Émile Noël, Les territoires du sentiment océanique, Paris, éditeur L'Harmattan, 2012  (ISBN 978-2-296-99152-1).
- Michel Hulin, La Mystique sauvage. Aux antipodes de l'esprit, Paris, éditeur : PUF, 2014.
- Yves Vaillancourt, Sur le sentiment océanique, éditeurs : Presses de l'Université Laval (Canada), 2018, Herman (France), 2019  (ISBN 978-2705696504)

— Ouvrage philosophique d'un professeur québécois sur ce sentiment qu'il qualifie d’« expérience rare, fulgurante et généralement brève d’être Un avec le Tout ».

#### Article de presse
- Martine Laronche, « Ces syndromes qui frappent les touristes étrangers », Le Monde.fr,‎ 1er septembre 2009 (ISSN 1950-6244, lire en ligne).